# 今宵、奇跡が起きる温泉で。
『今宵、奇跡が起きる温泉で。』（こよい、きせきがおこるおんせんで）は、竹洞哲也監督の日本映画。この項目では『温泉情話　湯船で揉みがえり』についても記述する

## 概要
2020年7月24日にR18指定の成人映画『温泉情話　湯船で揉みがえり』として劇場公開。
同年10月26日、濡れ場を減らし、ストーリー部分を約10分増やしたR15版を『今宵、奇跡が起きる温泉で。』と改題し『OP PICTURES+フェス2020』にて上映。
劇中ポーズの振り付けはガールズグループ・#メイキットのメンバーである新垣智江が務めた。

## あらすじ
伊豆長岡の小さな温泉宿「華の湯」。そこは明日香にとって両親との旅の思い出がつまった旅館だった。ウェルカムドリンクや料理など、旅行ガイドと違う旅館のありよう（多くが5年前に終了し、無料提供と記述のあった酒類は自販機での販売になるなどランクダウンしている）に驚きながらも、笑い話として昇華する父母とのやり取りで幸せを実感。近場には家族を含んだ縁を結ぶという神社があった。
翌年、明日香の地元で大災害が起きた。父と母を失った。明日香は数年後、恋人の智郎に宿での出来事を語り、亡き両親の思い出が詰まった温泉宿を再訪する。宿の仲居から“死んでしまった人と再会する方法がある”と聞き、もちろん会いたいと願う明日香。その方法は神社でへんてこポーズを取り、宿の湯につかるという術だった。一方、宿には恋人を10年前に失い、自死を決意した男がやってくる。

## 登場人物
三川明日香
演 ‐ きみと歩実
東北出身のOL。父と母を天災によって奪われた過去を持つ。
桑名菜摘
演 ‐ 新垣智江
温泉宿の中居。亡くなった思い出の人物を1年に1度蘇らせる能力を持つ（ただし効果は温泉のぬくもりが保たれている間のみ）。北海道へ帰るため、能力を誰かに授けたいと願う。
野々宮卓
演 ‐ 細川佳央
恋人を失い死を決意する。恋人・朱音が亡くなった後も、留守番メッセージを10年間聞き続けていたが、やはり喪失感が忘れられない。
頭師智郎
演 ‐ 吉田憲明
温泉宿経営者のひとり。
三川沙由理
演 ‐ 佐倉萌
明日香の母親。約9年前に災害で死去。パート勤めの明るい母。
三川丈
演 ‐ モリマサ
明日香の父。約9年前に災害で死去。事業に失敗するも憎めない性格。
野宮朱音
演 ‐ 千葉ゆうか
卓の亡くなった恋人。
松野至
演 ‐ 山本宗介
菜摘の恋人。

## スタッフ
- 監督：竹洞哲也
- 脚本：小松公典
- 撮影監督：創優和
- 音楽：與語一平
- 録音：山口勉
- 整音：吉方淳二
- 編集：三田たけし
- 監督助手：山崎源太
- 助監督：島崎真人　山崎源太
- スチール：阿部真也
- 撮影助手：赤羽一真
- 提供：オーピー映画